# Psou
Psou (gruz. ფსოუ, abchaski Ҧсоу) – rzeka Kaukazu Zachodniego. Jest granicą państwową na całej jej długości między Rosją a de iure Gruzją, de facto zaś z państwem nieuznawanym Republiką Abchazji. Zaczyna się na zboczach góry Agiepsta. Jej długość to 57 km, a powierzchnia zlewni wynosi 420 km². Jej głównymi dopływami są rzeki Besh oraz  Pkhista. Wpada do Morza Czarnego.